# Diecezja Niigaty
Diecezja Niigaty (łac. Dioecesis Niigataensis) – diecezja Kościoła rzymskokatolickiego w Japonii, w metropolii Tokio. Została erygowana w 1912 roku jako prefektura apostolska. Rangę diecezji uzyskała w 1962 roku.

## Lista ordynariuszy

### Prefekci apostolscy
1. 1912–1926: Joseph Reiners SVD
2. 1926–1941: Anton Ceska SVD
3. 1941–1953: Peter Magoshiro Matsuoka
4. 1953–1961: John Baptist Tokisuke Noda

### Biskupi diececjalni
1. 1962–1985: Johannes Shōjirō Itō
2. 1985–2004: Francis Keiichi Satō OFM
3. 2004–2017: Tarcisio Isao Kikuchi SVD
4. od 2020: Paul Daisuke Narui